# ベッセル (建築物)
- ベッセル
- ヴェッセル

ベッセル（英語: Vessel）は、ニューヨーク州ニューヨーク市マンハッタン区のハドソン・ヤードにある体験型パブリックアート（モニュメント）、展望台である。イギリス出身のデザイナー、トーマス・ヘザーウィック設計。蜂の巣の形をした150フィート (46メートル)の高さを誇る建造物で、計2500段の階段と80カ所の踊り場で構成されており、再開発エリアの中でも目玉の一つとなっている。建設費用の合計額は約2億ドルに達したとみられている。
2016年9月14日に構想が発表され、2017年4月に着工。12月にトッピング・アウトを行い、2019年3月15日に開業した。しかし、3人の投身自殺を受けて2021年1月に閉鎖。5月に対策を施して営業再開したが、4人目の自殺者が出たためわずか2ヶ月で再び閉鎖されることとなった。2023年現在、無期限閉鎖中である。
開業時点では、人目に付きやすいことを称賛する声と、浪費であると批判する声の両方が見られた。また、当初は撮影写真に対する厳しい著作権の方針やバリアフリー設備が不十分なことに対して批判が集まっていたが、これらの問題は後に解決している。

## 概説

### 構造

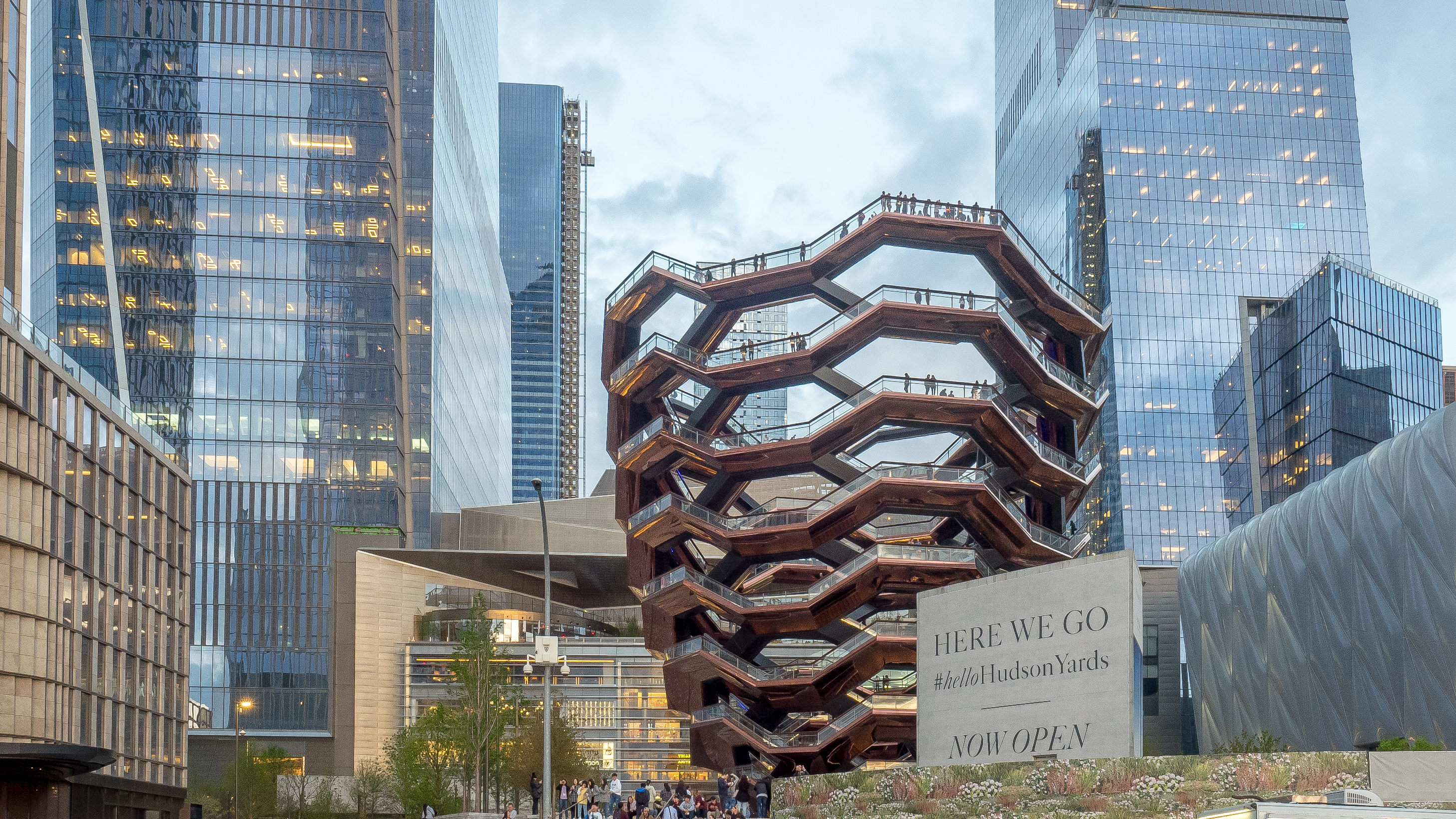
11番街から（2019年）

ハドソン・ヤードに位置し、周辺には高層ビルが並んでいる。トーマス・ヘザーウィック設計。高さは150フィート (46 m)で、踊り場を通じて繋がっている階段がハニカム構造を作り出す。154カ所、計2500段の階段と、80カ所の踊り場があり、全ての階段を合わせた距離は1マイル (1.6 km)を超える。ジャングルジムのような配列の階段は階段井戸から着想を得ており、最大で1000人を収容できる。障害を持つアメリカ人法に基づきランプやエレベーターが設置されているが、2019年時点で階段を一切使わずにアクセスできる踊り場は3つに限られていた（現在は閉鎖されているため踊り場などへのアクセスは不可能）。
幅は高さとともに上がってゆき、地表面では50フィート (15 m)だったものが頂点では150フィート (46 m)にまで広がっている。ハドソン・ヤードの再開発を請け負っているリレイティッド・カンパニーズCEOのスティーブン・ロスは、この珍妙な形状について「12ヶ月間立っているクリスマスツリー」のような際立ちを求めていたと発言しており、設計者のヘザーウィックは、訪問者が建物をジャングルジムのように登り、探索できるよう意図して設計していると話した。高所の踊り場からは、ハドソン川が一望できた。

### 周辺
ベッセルが位置するハドソン・ヤード公共空間は、ネルソン・バード・ウォルツ景観設計社のトーマス・ウォルツによってデザインされている。 5エーカー (2 ha)の敷地内には2万8000の植物と225本の樹木が植えられており、南東側には噴水が設けられている。ベッセルの向かい側には「季節感あふれる」庭園が設置され、地下鉄7系統の34丁目-ハドソン・ヤード駅まで続いている。廃線跡の空中公園、ハイラインにも接続している。

### 費用
当初、建設費用は約7500万ドルとされていたが、使用される鉄の製造が複雑だったため1億5000万ドルから2億ドルへ上昇した。建物のパーツはイタリアのモンファルコーネ近辺で組み立てられ、海路でハドソン川の埠頭へ運送された。

### 名称
「ベッセル」の名は建設中に仮名称として設定されたもので、正式名称は追って決定することになっていた。2019年1月の時点で正式名称を公募することが決定していたが、開業時点では未決定だったため単に「ハドソン・ヤード階段（Hudson Yards Staircase）」と呼ばれていた。開業後には正式名称の公募が行われたが、2022年時点では決定しておらず、依然として「ベッセル」の名で通っている。

## 歴史

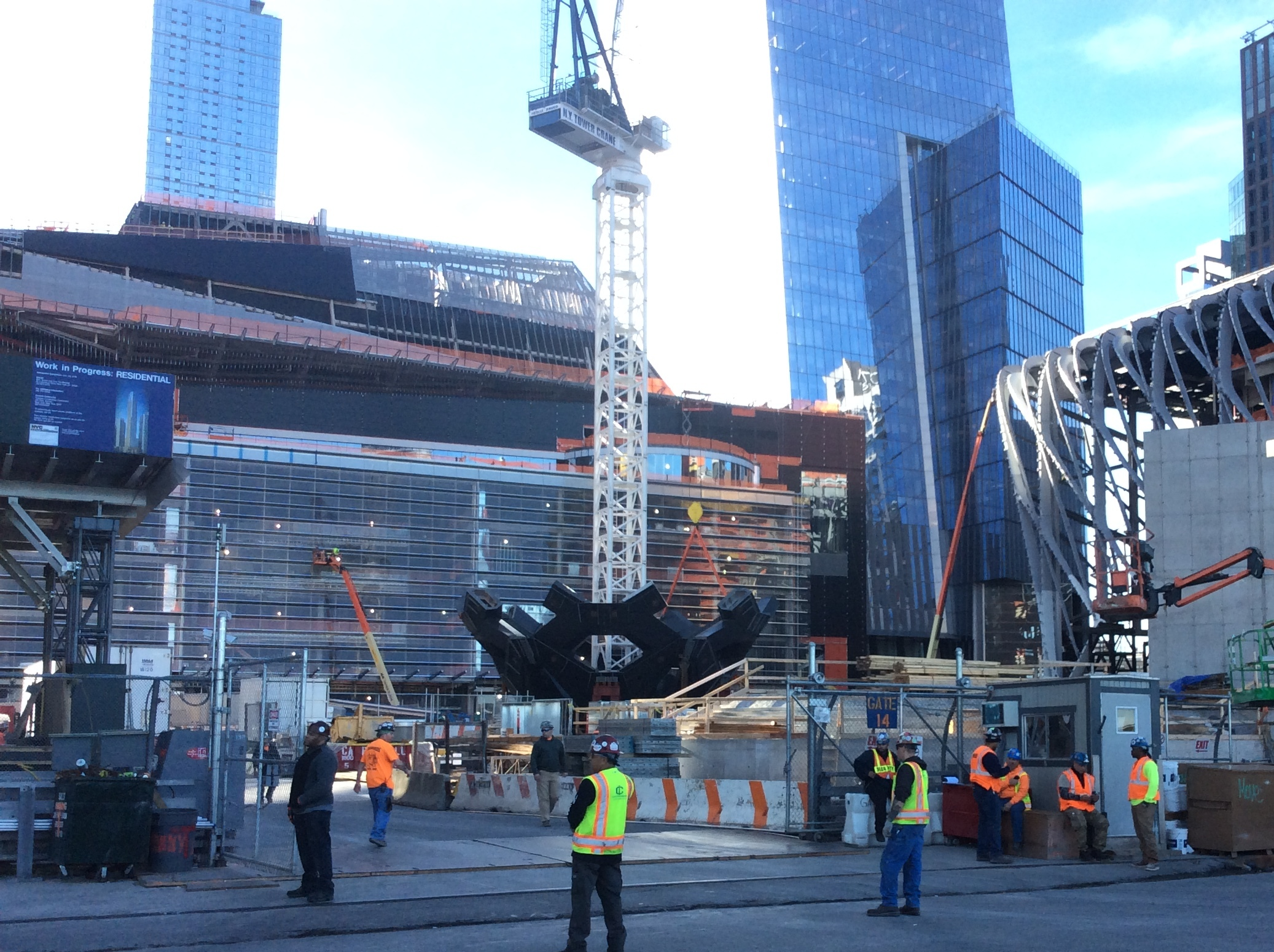
工事現場の様子（2017年5月）

ベッセルの構想について、ロスはフォーチュンとのインタビューで「斬新かつ象徴的なものを依頼したかった」と述べている。彼は広場の設計で名声を得た5人の芸術家に詳細な建設案を依頼したが、彼らの案を全てはねつけた。ロスの同僚が彼にヘザーウィックを紹介したのはその後のことで、6週間にわたる協議後、ロスはヘザーウィックの案を「私が求めていることが全てある」と評して受け入れた。ヘザーウィックは、デザインブームとのインタビューで、デザイン案は子供の時に「地方の建設現場の外に放棄されていた木造階段に惚れた」経験がもとになっていると語っている。ヘザーウィックの参加についてメディアが最初に報道したのは2013年10月のことである。
2016年9月14日、当時の市長ビル・デブラシオなどが出席した大規模イベントで、ベッセルの構想が発表された。イベントはアンダーソン・クーパーが主催したもので、アルヴィン・エイリー・アメリカン・ダンス・シアター所属のダンサーがベッセルの構造をまねた踊りを披露する場面もあった。ヘザーウィックもイベントに参加しており、ベッセルが「ランドマーク」のような役割を果たすことを目標に設計したことを語った。
2017年4月18日からは計75パーツの工事が始まり、当日中に10個のパーツが設置された。残りのパーツは5段階に分けて到着する予定で、竣工は2019年春になると予想されていた。2017年12月にトッピング・アウト。2019年3月15日、予定通り開業した。

### 著作権とバリアフリーに関する問題

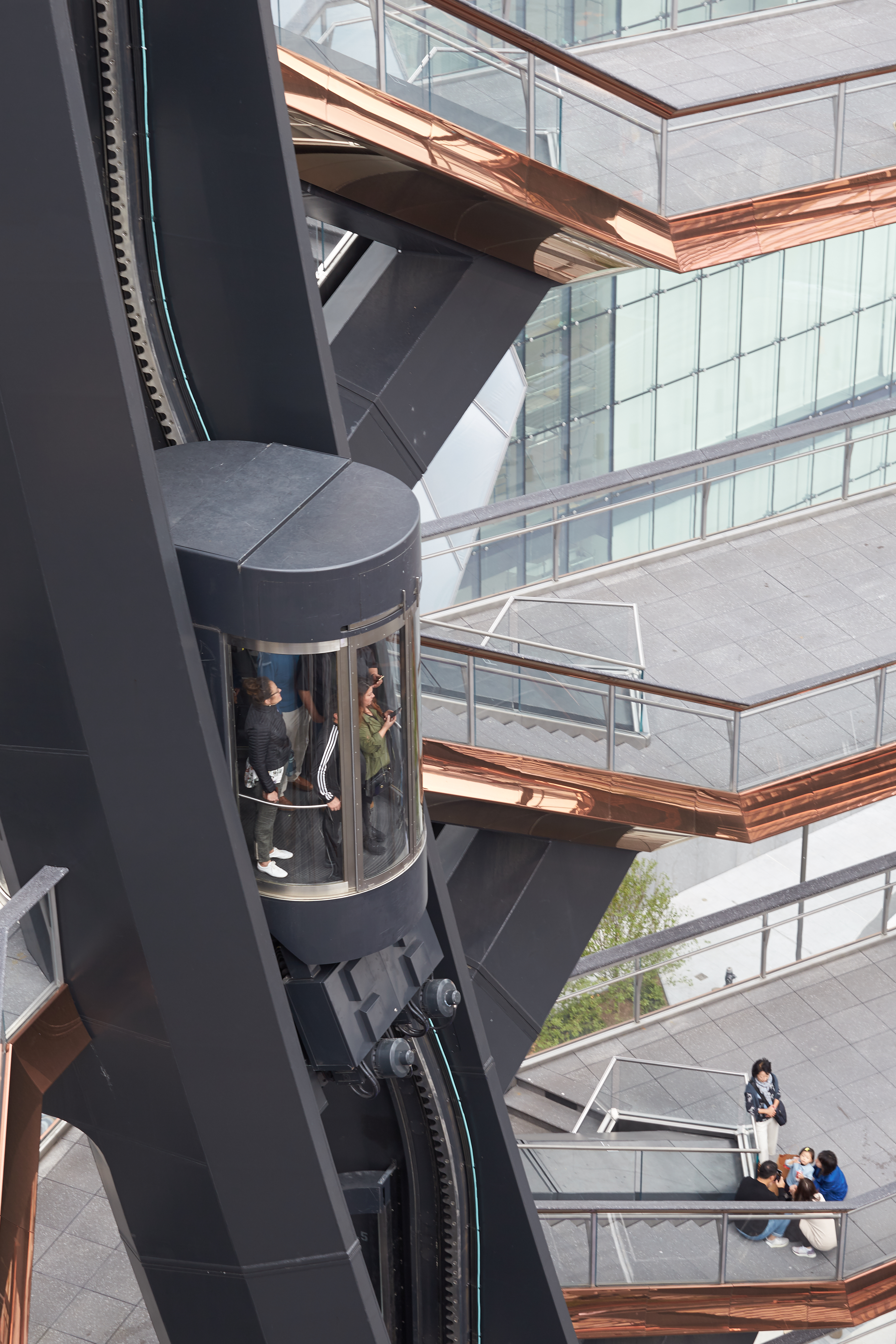
ベッセルのエレベーター

開業当初、ERYベッセル（ベッセルの運営者）は、ベッセルに関する写真や動画の撮影者ないしそれらに映っている人は、同社が自分の「名前、肖像、声、その他人格」を「無制限、世界的な、ロイヤリティーフリー、永続的な権利とライセンス」の下で利用する（すなわち、ベッセルに関する写真や動画を同社は制限なしに営利目的で利用できる）ことを許諾する旨を利用規約に記載していた。これに対して「行き過ぎ」などと批判が巻き起こり、同社はベッセルが映る画像・映像の著作権は撮影者に帰属する旨を利用規約に書き加えた。
開業後には、車いす利用者によるアクセスが著しく制限されている点について指摘が上がった。これは、ベッセルは主に階段で構成されている建造物でありながらエレベーターは1つしかなく階段を利用できないと一方向の景観しか見ることができなかったこと、またそのエレベーターが混雑対策を理由に5階と7階には停止しなかったことに起因する。建物周辺では障害者の権利団体が抗議活動を行い、合衆国司法省がベッセルの大部分は1990年制定の障害を持つアメリカ人法に違反していると訴えるに至った。開業から約9ヶ月後の2019年12月、リレイティッド・カンパニーズと運営者のERYベッセルは、スロープを増設するほかエレベーターを全ての階に停止させることで司法省と合意した。
バリアフリー設備の不足に抗議するため、芸術家のシャノン・フィネガンは、2017年、反階段クラブ・ラウンジ（Anti-Stairs Club Lounge）というラウンジをベッセルの地上階に設置。生涯ベッセルの上階へ一度たりとも行かないと宣言した者のみ入ることができる。

### 自殺
2020年2月1日、19歳の男性が飛び降りて死亡。開業以来初の自殺であった。同年12月22日にはブルックリン区在住の24歳の女性が、2021年の1月11日にはテキサス州から訪れていた21歳の男性がそれぞれ飛び降りて死亡した。これらを受けてベッセルは無期限閉鎖し、リレイティッド・カンパニーズが専門家や選出議員らとともに以降の自殺を防ぐ方法を検討する事態となった。周辺住民が雇った自殺防止に詳しい専門家はネットを張るかガラス張りの柵を高くすることを推奨していた。
2021年5月に営業再開。自殺した人はいずれも一人で来場していたことから、入場は2人以上のグループに限定され、営業開始から1時間以降は6歳以上の者は入場料として10ドルを払わなければいけなくなった（6歳未満の子供は無料）。入場料は全て安全対策に使用される。警備員の数も従来の約3倍に増加されたが、結局ネット張りや柵の高さの変更などはなされなかった。しかし、わずか2ヶ月後の7月29日、13時ごろに14歳の少年が家族との観光中に頂上部分から飛び降りて自殺。18ヶ月の期間で4人が自殺したことになる。これを受けベッセルは再び無期限閉鎖となったが、デイリー・ビーストとのインタビューでロスは「このような出来事が起きるのを予測するのは、非常に難しい」と発言し、永久閉鎖も検討していることを示唆した。この時、ロスは「防止策は全て実施したと思っていた」とも語っていたが、これについてはマンハッタン・コミュニティ・ボード4のローウェル・カーン議長などから対策の余地はあったとの指摘が挙がっている。2022年8月には、2度目の営業再開に向けて転落防止用ネットのテストが行われた。

## 反響
ベッセルの建設については様々な意見が交わされた。報道や寄稿記事では、ベッセルの構造をエッフェル塔やマウリッツ・エッシャーの絵画、シャワルマなどの様々なものに例える様子が見られた。
ニューヨーク・タイムズ記者のテッド・ルースはベッセルについて、功利的には「何にも続かない階段」と表現したものの、ハイライン北端における「ビックリマーク」の役割を担っていると評価した。ゴサミストのデイビッド・コロンは、「巨大な床虫が地下に閉じ込められているようだ」としながらも「市の景観には大きな追加だ」と認めた。ベッセルの構想が発表された当時、パブリックアート基金会長のスーザン・フリードマンはベッセルの完成予想図について「野心に感心する」としたものの「規模の観点から言えば思い切ったもの」であると批評し、また大勢の来訪者数のさばき方については懸念を示した。
ベッセルに対して否定的な意見もあった。ニューヨーク・タイムズ建築評論家のマイケル・キメルマンはベッセルの外観を「けばけばしい」とみなし、ハドソン・ヤード自体が真の公共性を欠く「ゲーテッドコミュニティ」であると批判した。CityLab（当時はアトランティック、現在はブルームバーグの傘下）のファーガス・オサリヴァンは、開業当初の著作権問題にも言及し、「ごく僅かしか自由が認められない、けばけばしいモニュメント」と酷評した。一部はシカゴにあるクラウド・ゲートを比較対象に持ち出し、ベッセルを「ガラクタ」「目障り」と批判した。シカゴ・トリビューン建築評論家（当時）のブレア・ケイミンも、クラウド・ゲートは「優雅で巧み」なのに対しベッセルは「強情で作為的」であるとTwitterに投稿した。

## ギャラリー

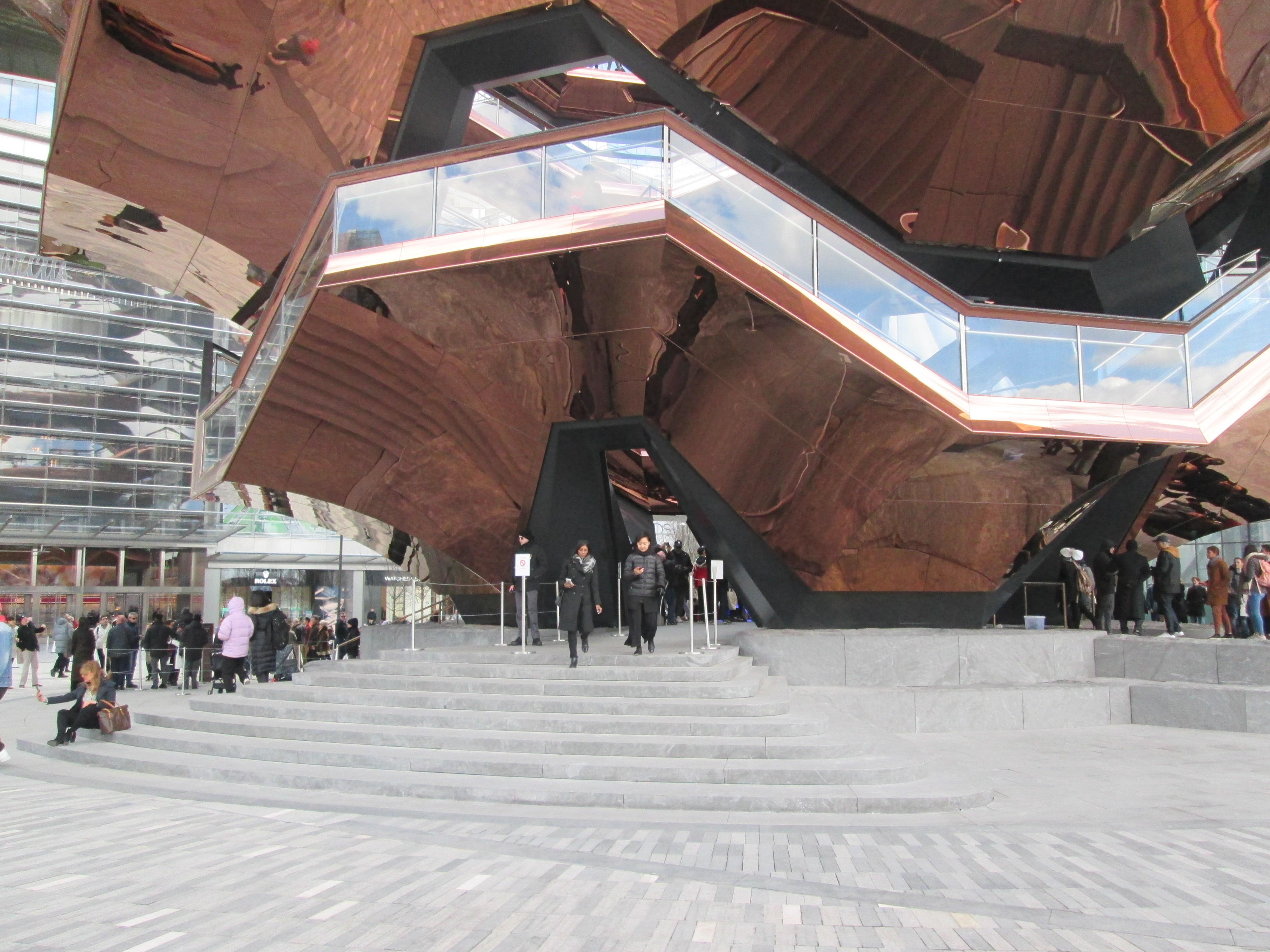
エントランス
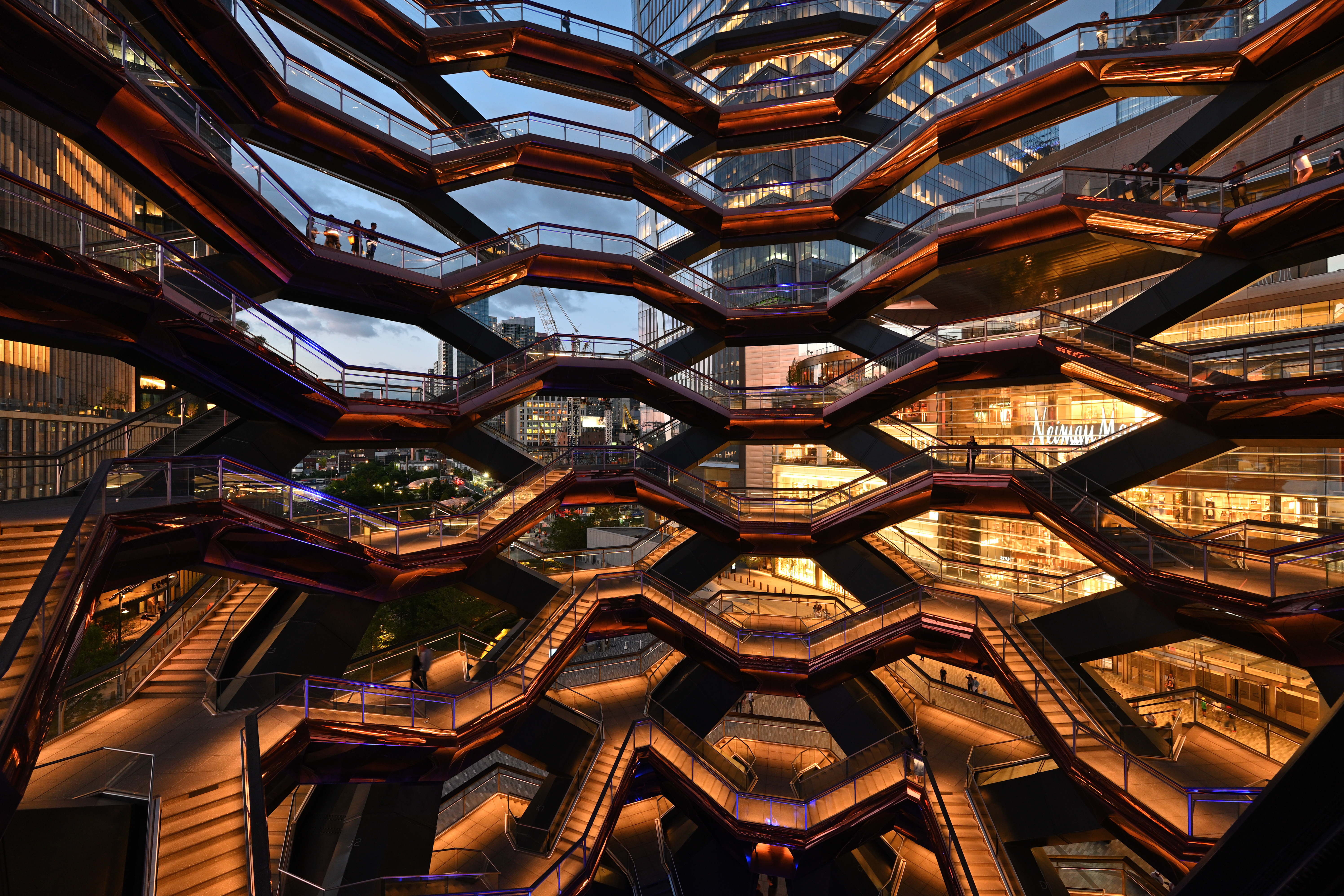
内部の様子
頂上で撮影
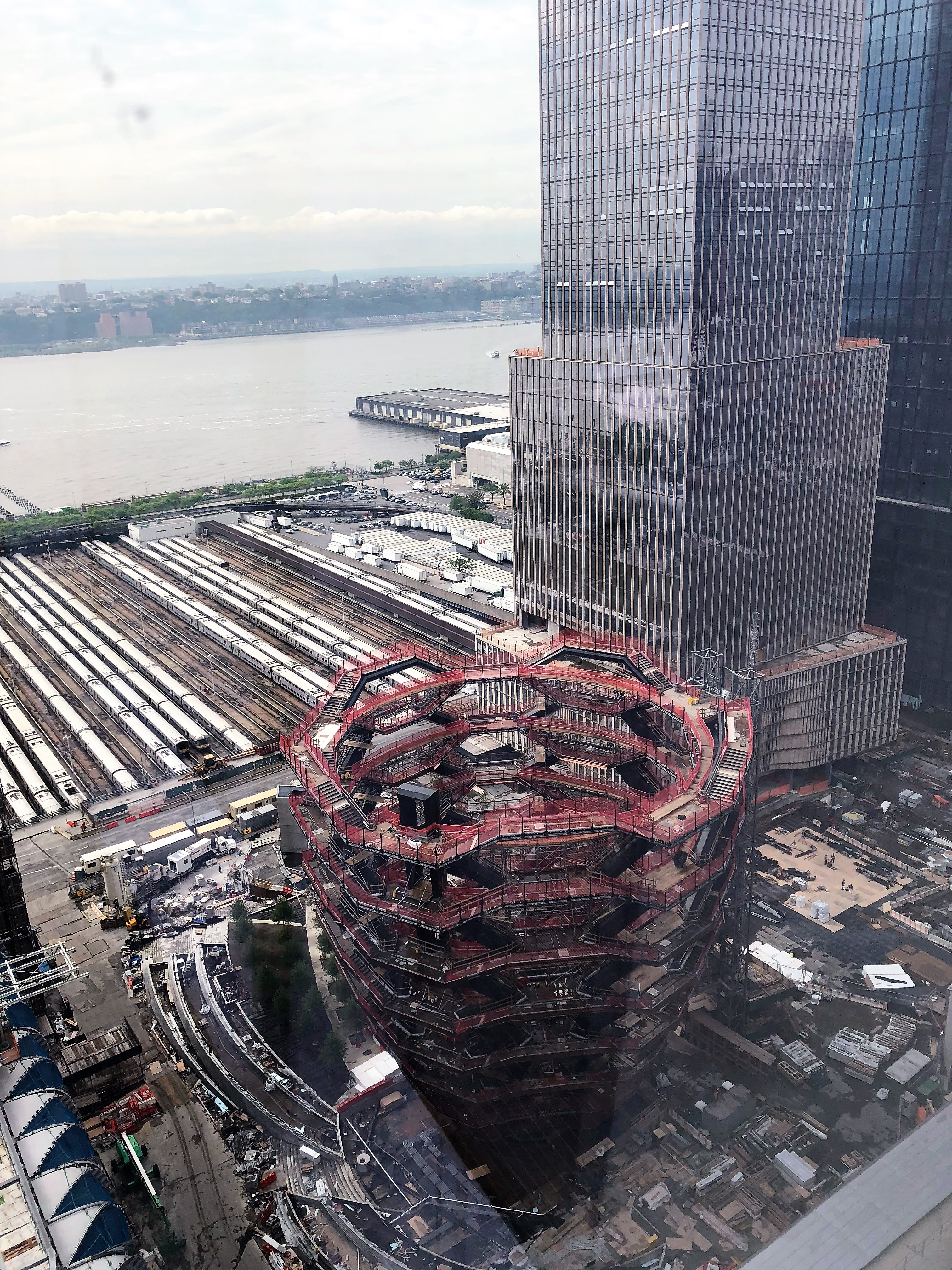
全体像
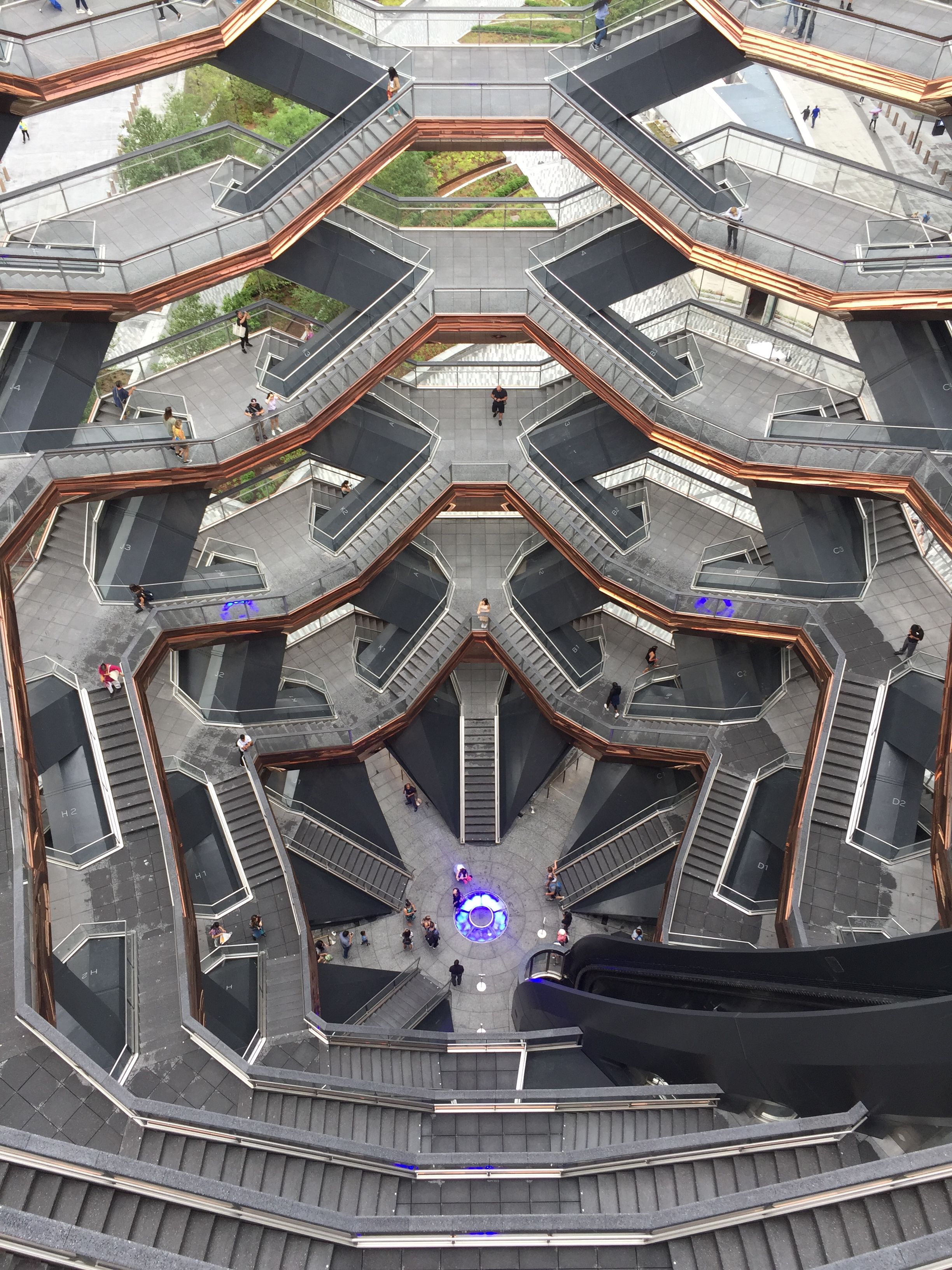
屋上から見下げた様子
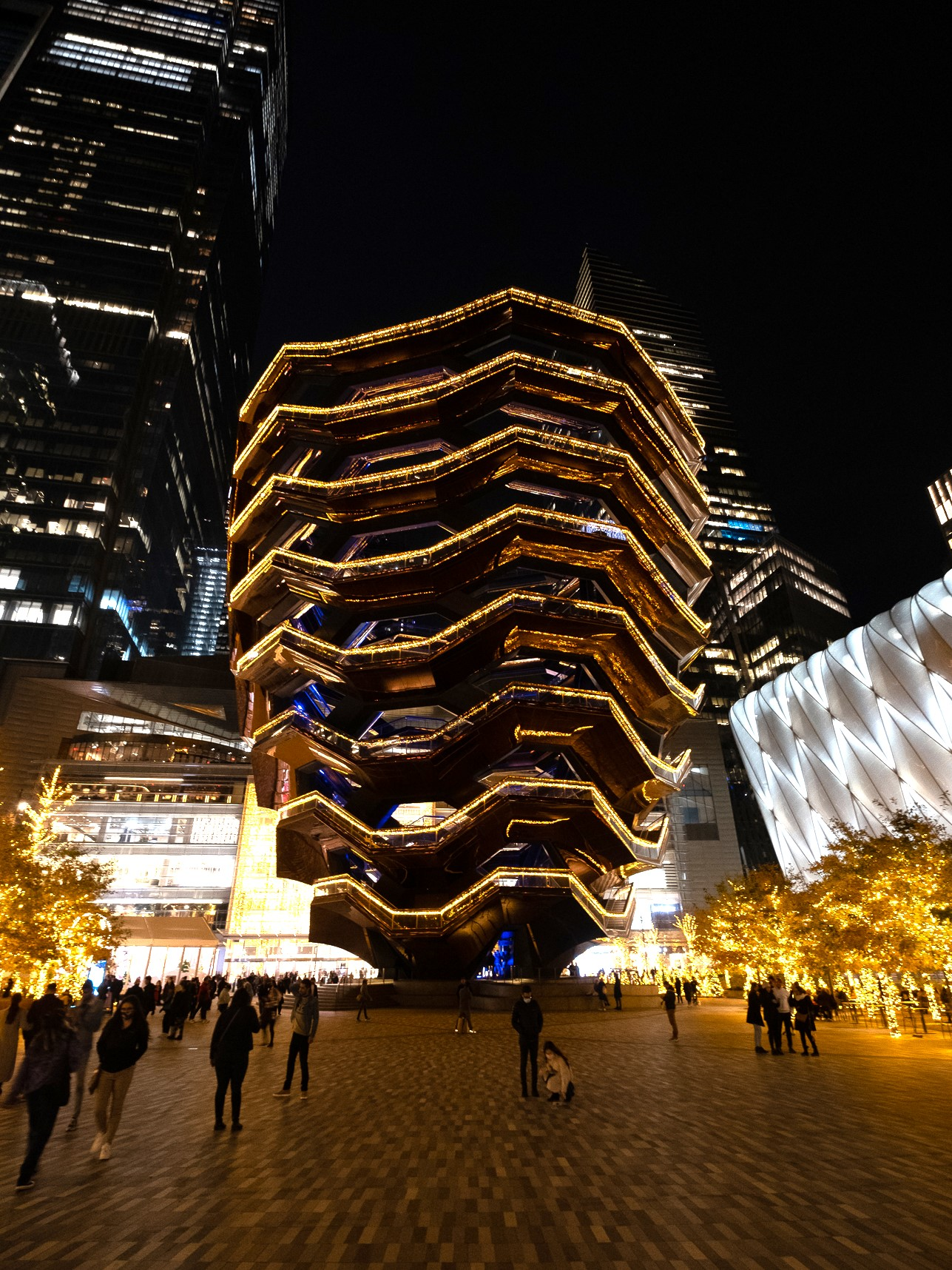
2021年のホリデーシーズン